# 阿里亞峰

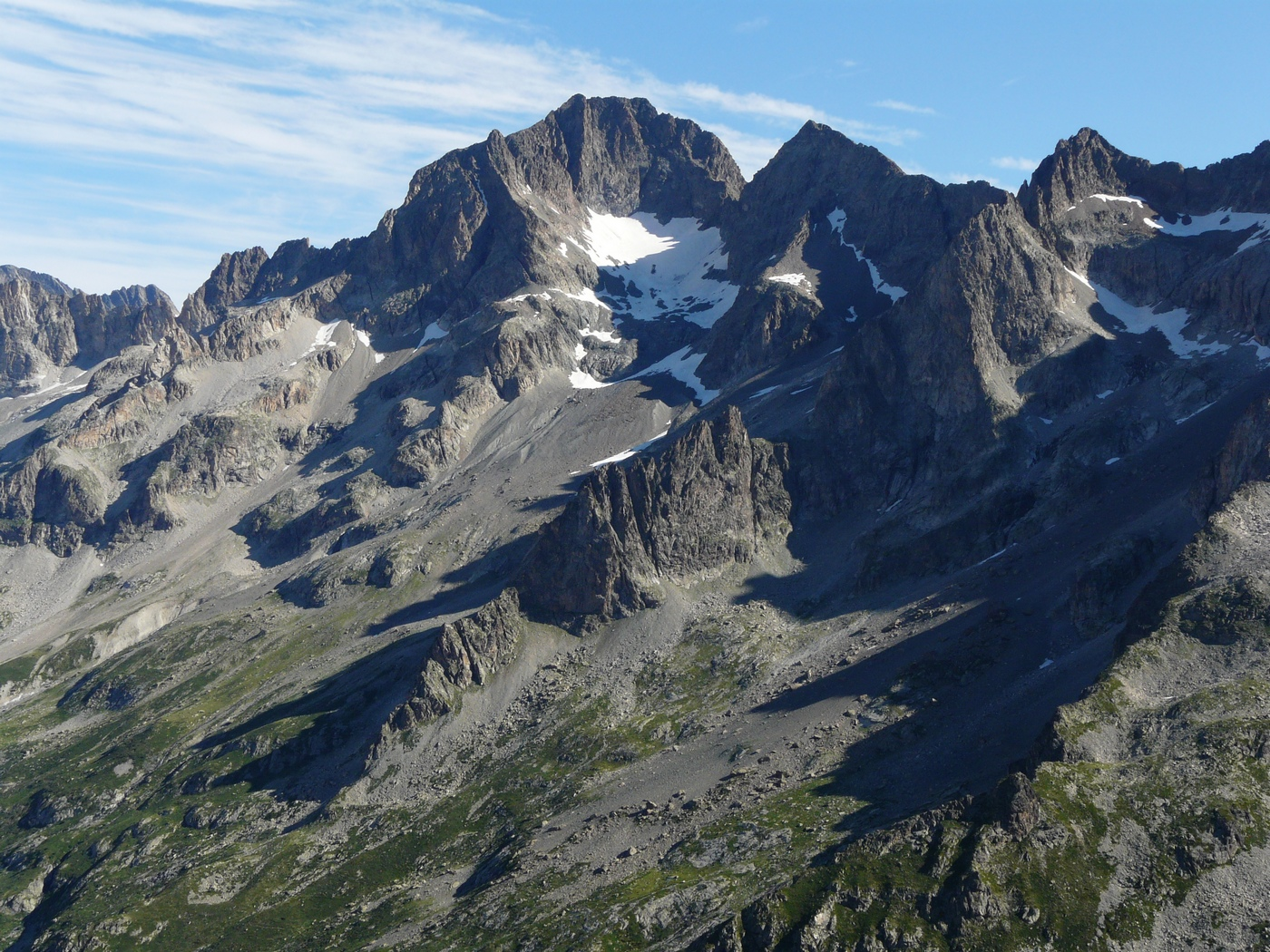

阿里亞峰（法語：Aiguille des Arias），是法國的山峰，位於該國東南部，由伊澤爾省負責管轄，屬於多芬阿爾卑斯山脈中埃克蘭山的一部分，海拔高度3,402米，每年平均降雨量1,410毫米。